# Resolució 186 del Consell de Seguretat de les Nacions Unides
La Resolució 186 del Consell de Seguretat de les Nacions Unides, aprovada per unanimitat el 4 de març de 1964, demanant a tots els Estats membres que responguin a les seves obligacions en virtut de la Carta de les Nacions Unides, va demanar al Govern de Xipre que adoptés totes les mesures addicionals necessàries per frenar la violència i el vessament de sang i va demanar a les comunitats de Xipre i els seus líders per actuar amb moderació. A continuació, la resolució recomana la creació d'una Força de manteniment de la pau a fi de preservar la pau internacional i evitar que es repeteixin els enfrontaments i que, d'acord amb els governs de Grècia, Turquia i el Regne Unit, es nomenarà un mediador per tractar de promoure una solució pacífica del problema que afronta Xipre.